# كيلي ميلر
كيلي ميلر (بالإنجليزية: Kelly Miller) (وُلد في 18 يوليو عام 1863 – توفي في 29 ديسمبر عام 1939)، رياضياتي أمريكي وعالم اجتماع وكاتب مقالات وكاتب عمود ومؤلف، وكان شخصية مهمة في الحياة الفكرية للأمريكيين السود لأكثر من نصف قرن. يُعرف بلقب «شاعر بوتوماك».

## النشأة وتعليمه
كان ميلر الطفل السادس من بين 10 أطفال لوالدته إليزابيث ميلر ووالده كيلي ميلر سينيور. كانت والدته عبدة سابقة بينما كان والده عبدًا معتقًا جُنّد في كتيبة وينسبورو التابعة لقوات الاتحاد. وُلد ميلر في وينسبورو، بولاية ساوث كارولاينا، ودرس في مدرستها الابتدائية المحلية.
منذ عام 1878 وحتى عام 1880، التحق ميلر بمعهد فيرفيلد حيث أثمر عمله الجاد هناك، وتلقى منحة من جامعة هاورد، الجامعة المعروفة تاريخيًا بكونها جامعة السود. أنهى ميلر مقرر القسم التحضيري لدراسة اللاتينية والإغريقية خلال ثلاث سنوات، ثم درس الرياضيات لسنتين. كان ميلر ينتقل إلى قسمٍ جديد على الفور حالما ينهي القسم الأول.
في عام 1886، مُنح ميلر الفرصة لدراسة الرياضيات المتقدمة مع إدغار فريسبي. فريسبي هو رياضياتي إنجليزي عمل في مرصد البحرية الأمريكية. لاحظ مساعد فريسبي، وهو سيمون نيوكومب، موهبة ميلر الفكرية ونصحه بالدراسة في جامعة جون هوبكنز. أمضى ميلر السنتين اللاحقتين في جامعة جون هوبكنز (1887–1889) وأصبح أول طالب أمريكي من أصول أفريقية يدرس في الجامعة. أمضى ميلر فترة دراسته في الجامعة لدراسة الرياضيات والفيزياء وعلم الفلك.
كان ميلر عضوًا في أخوية ألفا فاي ألفا.

## مسيرته
لم يستطع ميلر إكمال دراسته في جامعة جون هوبكنز بسبب القيود المالية. منذ عام 1889 وحتى عام 1890، درّس ميلر الرياضيات في ثانوية إم ستريت في العاصمة واشنطن. في عام 1890، عُيّن ميلر بروفيسورًا في الرياضيات لدى جامعة هاورد، فطرح علم الاجتماع وبنية التنمية وفعالية المجتمع البشري ضمن المقرر الدراسي عام 1895، فعمل بروفيسورًا في علم الاجتماع منذ عام 1895 وحتى عام 1934. تخرج ميلر من كلية الحقوق في جامعة هاورد عام 1903. في عام 1907، عُيّن ميلر عميد كلية الفنون والعلوم.
استمر في منصب العميد لـ 12 سنة، وخلال تلك الفترة، تغيرت الجامعة بشكل ملحوظ. حُدث المقرر الكلاسيكي القديم وأُضيفت فصول دراسية مختصة بالعلوم الطبيعية والعلوم الاجتماعية. كان ميلر مناصرًا بشدة لجامعة هاورد وعمل بنشاط على جذب الطلاب إلى المدرسة. في عام 1914، خطط لإحداث متحف أمريكي–زنجي ومكتبة. أقنع ميلر القسيس جيسي إي. مورلاند بالتبرع بمكتبته الخاصة والضخمة عن السود في أفريقيا والولايات المتحدة لصالح جامعة هاورد، فأصبحت أساس متحف ميلر الأمريكي–الزنجي ومركز مكتبته.
كان ميلر أحد المشاركين في لقاء الخامس من آذار عام 1897 للاحتفال بذكرى فريدريك دوغلاس، وهو اللقاء الذي أدى لتأسيس الأكاديمية الزنجية الأمريكية بقيادة ألكسندر كروميل. ظل ميلر واحدًا من أكثر أعضاء الأكاديمية نشاطًا –حتى انتهاء عمل الأكاديمية عام 1928– من بين المجتمع الأمريكي الأفريقي المتعلم، والذي كان أول مجتمع رئيسٍ حينها، فكان يدحض المنح العنصرية ويشجع السود على المطالبة بالمساواة الفردية والاجتماعية والسياسية، ونشر السير التاريخية والدراسات الاجتماعية الأولى عن حياة الأمريكيين من أصل أفريقي.
اكتسب ميلر أهميته الوطنية الشهيرة جراء انخراطه في حركة أخرى بقيادة عالم الاجتماع وليام إدوارد بورغاردت دو بويز. أبدى ميلر زعامة فكرية خلال الخلاف الذي نشأ بين «مساكن» بوكر تي. واشنطن و«راديكالية» الحقوق المدنية النامية حينها. كان ميلر معروفًا بالنسبة للعامة بطريقتين.
بخصوص سياسة تعليم الأمريكيين الأفريقيين، لم ينحز ميلر إلى «الراديكاليين» –مثل دو بويز وحركة نياغارا– ولا إلى «المحافظين» –أتباع بوكر تي. واشنطن. سعى ميلر إلى حل يتوسط بين الاثنين، أي إنشاء نظام تعليمي مكثف يؤمن «التنمية المتجانسة» للمواطنين الأمريكيين من أصل أفريقي عن طريق تقديم الإرشاد المهني والفكري.

## وصلات خارجية
- كيلي ميلر على موقع إن إن دي بي (الإنجليزية)